# AIM-7 Sparrow
AIM-7 Sparrow («Спе́рроу») — американська керована ракета класу «повітря-повітря» середньої дальності з напівактивною радіолокаційною головкою самонаведення. Надійшла на озброєння ВМС США у 1956 році. Багаторазово модернізувалася і дотеперішнього часу використовується ВПС багатьох країн світу, поступово замінюючись більш досконалою ракетою AIM-120 AMRAAM. Існує зенітний варіант ракети корабельного базування RIM-7 Sea Sparrow.

## Історія

### AAM-N-2 Sparrow I (AIM-7A)
Розробка ракети AIM-7 «Sparrow» почалася ще в 1947 році, коли ВМФ США уклав контракт з фірмою Sperry на розробку системи наведення типу «осідланий промінь» для звичайних 127-міліметрових НАР HVAR (англ. High Velocity Aerial Rocket — швидкісна авіаційна (некерована) ракета). Спочатку проект позначався як KAS-1, але в 1948 позначення змінили на AAM-N-2.
Незабаром конструктори виявили, що 127-міліметрова ракета має недостатній діаметр для розміщення необхідної апаратури. Спеціально для вирішення цієї проблеми було розроблено більшу 203-міліметрову ракету, яка пройшла випробування ще в 1948 році. Проте відпрацювання системи управління йшло надто повільно, і перше успішне перехоплення повітряної цілі новою ракетою було здійснено лише у грудні 1952 року.
Ракета AAM-N-2 (відома як " Sparrow I ") була прийнята на озброєння перехоплювачів McDonnell F-3 Demon ВМФ США в 1956 році. Вона оснащувалась двигуном компанії Aerojet і несла 20-кілограмову фугасну бойову частину. Наведення здійснювалося методом «осідланий промінь» — літак-носій утримував ціль у вузькому промені радара своєї бортової РЛС, і ракета рухалася до цілі, автоматично утримуючи себе у межах траси променя. Подальші випробування системи виявили безліч недоліків, пов'язаних з принциповими обмеженнями системи управління: неможливість застосування на малих висотах через відображення променя РЛС наведення від поверхні, швидке зниження точності зі зростанням дистанції до цілі через розширення променя. Близько 2000 ракет Sparrow I було виготовлено, але в експлуатації вони знаходилися дуже недовго і на початку 1960-х після появи AIM-9 Sidewinder всі «осідлані промені» були зняті з озброєння.

### AAM-N-3 Sparrow II (AIM-7B)
Недостатні можливості першої модифікації ракети змусили американський флот шукати альтернативні методи наведення. На початку 1950-х, ще до прийняття ракети на озброєння, компанія Raytheon запропонувала оснастити її активною голівкою радіолокаційного наведення (АГРН), що реалізує принцип " вистрілив-і-забув ". Ракеті надали індекс AAM-N-3 і позначення «Sparrow II». Експериментальне відпрацювання розпочалося у 1951—1952 роках, але до 1955 не давало задовільних результатів. Тільки в 1956 вдалося оснастити ракету АГРН AN/APQ-64, але до цього часу флот вже не вважав проект перспективним.
Роботи, проте, тривали на замовлення ВПС Канади, які зацікавилися ракетою для озброєння своїх перехоплювачів. Ряд ракет пройшов випробування в період з 1957 по 1958 роки, але швидко стало ясно, що обмежені розміри антени РЛС ракети при рівні технологій того часу не дозволяють досягти прийнятної ефективності роботи активного самонаведення. У вересні 1958 року програму розробки цього варіанта ракети остаточно закрили.

### AAM-N-6 Sparrow III (AIM-7С/AIM-7D/AIM-7E)
У 1955 році компанія Raytheon розпочала роботу над версією ракети «Sparrow», яка використовує напівактивне радіолокаційне наведення з опроміненням цілі радаром літака-носія. Після того, як у 1956 році виробництво Sparrow I було завершено, компанія отримала всі виробничі та технічні потужності проекту і стала основним виробником всієї лінійки ракет Sparrow.
У 1958 році ракета з напівактивною ГСН була представлена на випробування у ВМФ. Вона оснащувалась твердопаливним двигуном компанії Aerojet, але на відміну від більш ранніх моделей несла 30-кілограмову стрижневу БЧ Mk 38. Радіус дії ракети становив близько 11 км. Ракета успішно пройшла випробування і в 1958 надійшла на озброєння, швидко замінивши попередню модифікацію «Sparrow I».

### AAM-N-9 Sparrow X
Варіант ракети із ядерною бойовою частиною W-42. Проект опрацьовувався у 1958 році, але не набув розвитку.

## Бойове застосування
Ракети AIM-7E вперше були використані у В'єтнамській війні. Незважаючи на оптимістичні прогнози ВМФ США, ракета виявилася незручною у застосуванні та недостатньо ефективною. Через недосконалість системи розпізнавання «свій-чужий» літаків-носіїв ракети, що змушувала льотчиків зближуватися з противником для візуального розпізнання цілі, використовувати велику дальність ракети майже ніколи не вдавалося: у режимі ближнього бою ракета поступалася AIM-9 Sidewinder.
Відчутним недоліком напівактивного наведення була необхідність для літака-носія утримувати ціль у промені бортової РЛС, щоб головка самонаведення ракети приймала відбитий сигнал. У маневровому повітряному бою це суттєво обмежувало можливості літака-носія. В результаті ймовірність ураження цілі однією ракетою AIM-7 становила на той час не більше 10 %, проте близько 55 в'єтнамських літаків було збито із застосуванням (загальним рахунком) 600 ракет AIM-7. Крім цього, цими ракетами американські винищувачі F-4 Phantom II помилково потопили два своїх патрульних катери і завдали пошкодження американському есмінцю і австралійському крейсеру.
У 1973 році над Каліфорнією новітній американський перехоплювач четвертого покоління F-14A Tomcat за допомогою ракети AIM-7E збив самого себе. Під час запуску ракета розірвала паливні баки літака, і він звалився.
У жовтні 1973 року під час війни Судного дня ізраїльські винищувачі F-4 Phantom II випустили 49 із 106 ракет AIM-7 які були в Ізраїлю.
Окремо варто вказати застосування ракет AIM-7 ізраїльськими «Фантомами» проти літаків МіГ-25, що пілотуються радянськими пілотами (включаючи вищезгадану війну Судного дня). З 1971 по 1973 рік було здійснено щонайменше 9 пусків ракет «Сперроу» по радянським літакам, жодна ракета не потрапила в ціль, до того ж одна з ракет впала, не розірвавшись, на підконтрольну єгиптянам територію і була передана радянським військам як трофей ;
У ході Ліванської війни у червні 1982 року цими ракетами ізраїльтяни збили 10 сирійських літаків МіГ-21 та МіГ-23.
5 червня 1984 року саудівські F-15 за допомогою ракет AIM-7 збили іранський винищувач F-4E.
Після в'єтнамської війни ракету спробували модернізувати — у розпорядженні США не було інших далекобійних ракет, пристосованих до встановлення на будь-який винищувач (AIM-54 Phoenix була дуже потужною і могла базуватися лише на спеціально оснащених літаках). Проте основний недолік — необхідність опромінення цілі радаром — виправити не вдавалося. Під час Війни в Перській затоці ракети AIM-7M продемонстрували дещо кращі результати, досягнувши ймовірності влучення близько 40 %. 24 або 25 іракських літаків було збито ціною запуску 71 ракети. Жертвами «Сперроу» стали 6 «Міражів» F1, 6 МіГ-23, 4 МіГ-29, 1 Іл-76, 1 Су-7, 2 Су-22, 2 вертольоти (Мі-24 і, ймовірно, Мі-8), а також ще 1 Су-22 після завершення бойових дій. Також заявляється збиття 2 МіГ-25 (за даними американського історика Стіва Девіса). Варто зауважити, що самі американські пілоти розповідали, що за допомогою AIM-7 змогли збити лише 1 МіГ-25, а другий «МіГ» був збитий лише сьомою випущеною ракетою, яка була типу AIM-9M. Також був бій (30 січня) знову з МіГ-25, в якому F-15 випустили не менше 8 ракет AIM-7 по «двадцять п'ятих», при цьому жодна з восьми ракет у МіГ-25 не потрапила.
У січні 1999 американські F-15 випустили в числі інших одну AIM-7 по іракським МіГ-25, всі ракети, включаючи «Сперроу», в ціль не потрапили.
У 2000-х, у зв'язку з появою більш досконалої ракети AIM-120 AMRAAM, Sparrow була знята з озброєння, але залишається в резерві. Крім того, варіант ракети корабельного базування — RIM-7 Sea Sparrow залишається на озброєнні флоту, як і її покращена версія RIM-162 ESSM.

## Тактико-технічні характеристики AIM-7M
- Стартова вага: 231,2 кг
- Маса бойової частини: 39 кг
- Дальність пуску у передню півсферу: 70 км
- Довжина: 3,66 м
- Діаметр: 0,203 м
- Розмах крил: 0,81 м
- Час роботи двигуна AIM-7E: 2,8 сек.[16]
- Швидкість 4 Маха

## Модифікації
- AIM-7A — перша ракета в сімействі «Sparrow», з наведенням за методом «осідланий промінь». Обмежено вироблялася в 1956—1958 роках, всього виготовлено близько 2000 ракет, 1958 року знято з озброєння.
- AIM-7B — модифікація ракети з активною радіолокаційною головкою самонаведення. Розроблялася в 1950-х, спочатку на замовлення флоту США, потім на замовлення ВПС Канади. Через технічні проблеми розробка не була доведена до кінця.
- AIM-7C — перша версія ракети з напівактивним радіолокаційним наведенням. Використовувала двигун компанії Aerojet та стрижневу БЧ Mk 38 масою 30 кг. Прийнята на озброєння у 1958 році, змінивши «Sparrow I».
- AIM-7D (AIM-101) — усвідомлюючи, що базова конструкція «Sparrow I», що стала базовою, вже застаріла, в 1959 році інженери Raytheon запустили у виробництво нову версію ракети AAM-N-6a, оснащену двигуном Thiokol Mk 6 mod 3 на рідкому паливі. За рахунок більш високих «енергетичних» характеристик рідинного ракетного двигуна вдалося майже втричі збільшити бойовий радіус, який вперше в історії авіаційних ракет класу «повітря-повітря» досяг 32 км. Швидкість ракети також суттєво зросла майже до 4 М, що дозволяло ефективно перехоплювати надзвукові повітряні цілі. Близько 7500 ракет виготовлено.
- AIM-7E — покращена версія AIM-7D. На цій ракеті знову повернулися до твердопаливного двигуна на паливі, що повільно горить, що дозволило збільшити радіус дії до 35 км (при лобовій атаці, при атаці в задню півсферу — близько 5,5 км). Запущена у виробництво 1963 року, замінивши старі моделі в арсеналі флоту. Близько 25 000 ракет було виготовлено.
  - Радянська Р-25 — неліцензійна копія, що розроблялася з 1967 року. 13 листопада 1967 року вийшла Постанова Ради Міністрів СРСР № 1046-38 про початок робіт над ракетою Р-25, що була копією AIM-7E. Ракета призначалася для озброєння нового багатоцільового винищувача МіГ-23. Головною установою з розробки ракети було визначено ОКБ «Вимпел», головним конструктором Р-25 був призначений А. Л. Ляпін, головка самонаведення для ракети розроблялася в МКБ «Кулон» під керівництвом Н. А. Вікторова. Бойова частина ракети —стрижнева. Прихильникам розробки іншої радянської ракети Р-23 вдалося обґрунтувати безперспективність продовження робіт над ГСН, що реалізує метод конічного сканування (як це зроблено в AIM-7E), на користь перспективнішої моноімпульсної радіолокаційної ГСН РГС-23 для УРВВ Р-23. В результаті паралельна розробка ракети Р-25 завершилася виготовленням декількох дослідних зразків і була припинена на початку льотних випробувань через відставання за термінами та тактико-технічними характеристиками від Р-23.
- AIM-7F — версія, розроблена за результатами застосування Sparrow у В'єтнамській війні. Використовувала новий дворежимний двигун твердопаливний Aerojet Mk 65 (радіус дії при цьому зріс до 70 км) і повністю нову твердотільну електроніку (мікросхеми) замість електронних вакуумних ламп. Нова система управління AN/DSQ-35 була адаптована для застосування з літаками, оснащеними сучасними (для того часу) радарами. Масу бойової частини було збільшено до 39 кг. У виробництві ракета перебувала з 1975 по 1981 рік.
- AIM-7G — версія ракети, що розроблялася в 1970-х роках, з новою системою наведення для винищувачів F-111D. Не набула розвитку.
- AIM-7M — найбільш досконалий варіант ракети з моноімпульсної радіолокаційної ГСН, що поліпшила можливості ракети по ураженню цілей, на низьких висотах, і протидії радіопридушенню. Система управління включала цифровий комп'ютер із можливістю перепрограмування. Ракета отримала нову уламково-фугасну бойову частину WDU-27/B масою 39 кг.
- AIM-7P — модифікація, що виробляється з 1987 року..Бортовий комп'ютер ракети модифікований для взаємодії з бортовими системами літака в польоті. Ракета оснащена каналом зв'язку з носієм і може приймати зміни курсу з літака-носія, що підвищує ефективність системи.
- AIM-7R — модифікація, що розроблялася з 1992 року. Мала нову дворежимну радіолокаційну/інфрачервону головку самонаведення, що дозволяє застосовувати ракету за умов інтенсивної постановки противником перешкод. Поява більш досконалої AIM-120 AMRAAM призвела до відмови від проекту 1997 року.
- RIM-7 Sea Sparrow — морський варіант ракети, що запускається з установки на кораблі.

## Оператори

### Україна
31 травня 2023 року США оголосили про передачу Україні ракет AIM-7 Sparrow. Ці ракети несумісні з українськими винищувачами радянського зразка, але припускається, що вони можуть бути інтегровані до ЗРК типу Skyguard-Aspide або «Бук», про потенційні можливості використання якими RIM-7 було відомо до цього. Раніше, в січні 2023 повідомлялось про майбутню передачу RIM-7 Sea Sparrow Україні.
10 червня 2023 року прем'єр-міністр Канади Джастін Трюдо оголосив про намір передати Україні 288 ракет AIM-7 Sparrow.